# Enigma (MONKEY MAJIKのアルバム)
『enigma』（エニグマ）は、日本のポップ・ロックバンドMONKEY MAJIKが、2018年3月21日に発売した通算11枚目（メジャー9枚目）のオリジナルアルバム。

## 概要
前作『southview』から2年ぶりとなるフルアルバム。洋邦のエッセンスを加えながら、神秘的な“日本”を独自のアプローチで描いた。
LIVE・ドキュメンタリー映像付き限定盤（CD+Blu-ray、CD+DVD）、通常盤（CDのみ）の3形態で発売。
本作はリリース直後のアルバムツアーは行われず、2018年11月から12月にかけて開催された全国ツアー「Tour 2018 ～Singles Collection～」でも本作からの演奏曲は「A.I. am Human」と「Seiko」の2曲のみであった。

## 収録曲
1. Tokyo lights
  - 本作のリードトラック。アルバム発売前の3月14日よりiTunesで先行配信され、ミュージックビデオも制作された。
  - 日本の中心である東京を"光の森"として表現した。歌詞の中の"麒麟"と"獅子"は日本橋に設置された麒麟と獅子の像のことで、ここを日本に棲むあらゆる生物の起点と捉えた[1]。
2. 40 days
  - 男女の関係を唄ったかのような曲だが、裏テーマは「どん底からいかに這い上がれるか？」であり、Maynardの友人に実際にあった話が元となっている。様々な宗教で節目の数字とされている"40"をタイトルに使用した[2][3]。
  - 「ショートショート フィルムフェスティバル アジア 2018」上映作品「VR Story Seek®」主題歌
3. A.I. am Human
  - 22ndシングル
  - 3DCGアニメーション『CYBORG009 CALL OF JUSTICE』主題歌
4. Seiko
  - アルバム発売前の3月14日よりAWAで先行配信された。
  - Maynardがリスペクトする松田聖子へのオマージュソングで、歌詞の中にも彼女の楽曲名が盛り込まれている[2]。
5. Is this love?
  - 23rdシングル
  - 3DCGアニメーション『CYBORG009 CALL OF JUSTICE』エンディングテーマ
6. Venom
  - R&Bと演歌を融合させた曲。日本語のパートを唄っているのは音楽活動をしていない匿名の女性で、クレジットにも表記はされていない。仮歌で録音した歌声をメンバーが気に入ったためそのまま収録された[2]。
7. Fall Apart
  - イントロに琴の音色が使用されている。当初は三味線を使用する予定もあったが、吉田兄弟とコラボした「Change」などの楽曲で既に取り入れていたため今回は琴が選ばれた[3]。
  - Maynardの友人に実際にあった話が元となっている[2]。
8. Ordinary Man
  - テーマは「A.I. am Human」と繋がっており、「普通であることが一番大事」ということを伝えた曲[2]。
9. Fight This Storm
  - 2018年1月に癌で他界したMaynardとBlaiseの母親の闘病中に彼女のことを想って作られた曲。曲の完成前に母親は死去し、その後Cメロ部分が最後に出来て完成した[2]。
  - 福島競馬場開設100周年記念CMソング
10. ray of light
  - 東映系映画「仮面ライダー×スーパー戦隊 超スーパーヒーロー大戦」主題歌。映画で使用されているバージョンがmovie ver.として2017年3月22日より配信されていた。
11. のぞみ
  - 2017年10月18日にmoumoonとの合作「映画『望郷』主題歌スペシャル」参加作品として配信リリースされた。
  - dTV配信ドラマ「光の航路 -望郷-」主題歌

### 初回限定盤映像
1. MONKEY MAJIK “原点回帰" LIVE FILM
  - 2017年に実施された47都道府県ライブハウスツアー千秋楽・沖縄公演のLIVE模様とインタビューやオフショットを交えたドキュメンタリー映像